# Hrabstwo Washington (Oregon)
Hrabstwo Washington (ang. Washington County) – hrabstwo w stanie Oregon w Stanach Zjednoczonych. Obszar całkowity hrabstwa obejmuje powierzchnię 726,38 mil² (1881,32 km²). Według szacunków United States Census Bureau w roku 2009 miało 537 318 mieszkańców.
Hrabstwo powstało w 1843 roku. 

## Miasta[4]
- Banks
- Beaverton
- Cornelius
- Durham
- Forest Grove
- Gaston
- Hillsboro
- King City
- North Plains
- Rivergrove
- Sherwood
- Tigard
- Tualatin
- Wilsonville

## CDP[4]
- Aloha
- Bethany
- Bull Mountain
- Cedar Hills
- Cedar Mill
- Garden Home-Whitford
- Metzger
- Oak Hills
- Raleigh Hills
- Rockcreek
- West Haven-Sylvan
- West Slope